# Hélène Cixous
Hélène Cixous   (Orà, 5 de juny de 1937) és una escriptora, dramaturga, assagista i professora francesa, d'origen algerià. Catedràtica de Literatura Anglesa de la Universitat de París, ha escrit més de 80 llibres entre novel·les, assajos i obres de teatre, i ha fundat el Centre d’Études Féminines et d’Études de Genre.

## Biografia
Hélène Cixous va néixer a Orà (Algèria) el 1937. El seu pare, Georges Cixous (nascut a Algèria, 1908-1948) era metge i la seva mare Ève Klein (refugiada, 1910-2013) era llevadora. Va néixer en una família laica de tradició jueva, Ashkenazi per la mare, sefardita pel pare. Després de la mort de Georges Cixous, el 1954 la seva família va marxar d'Algèria.
El 1955 es casa amb Guy Berger, amb qui té tres fills, Georges (1959-1961), Anne-Emmanuelle (1960), Stéphane (1961).

### Carrera universitària
Hélène Cixous supera el concurs d'agregació en llengua i literatura anglesa el 1959. Propera al cercle de Jean-Jacques Mayoux i sota la direcció de Roger Asselineau, escriu una tesi sobre James Joyce i obté el doctorat en lletres el 1968.
El 1969 participa en la fundació de la revista Poétique, amb Tzvetan Todorov i Gérard Genette.
Conjuntament amb Raymond Las Vergnas, el 1974 funda el centre universitari de Vincennes, després del maig del 68. Aquest centre és l'antecessor de l'actual Universitat Paris 8 Vincennes-Saint Denis. En aquell mateix any obté la càtedra i funda el Centre d'Estudis de la Dona i Estudis de Gènere, el primer centre de recerca d'estudis femenins d'Europa.
Aproximadament des d'aquell any i de forma ininterrompuda, Hélène Cixous dirigeix un seminari, el qual va portar el títol de "Poètica de la diferència sexual" durant molts anys. Des de fa quaranta anys, el Collège International de Philosophie s'encarrega d'acollir el seminari d'Hélène Cixous, que actualment té lloc a la Maison Heinrich Heine a París. Al llarg de les seves més de quatre dècades, Hélène Cixous ha reflexionat sobre nombrosos autors i autores de la literatura universal i de la literatura francesa, per exemple, Marcel Proust, Franz Kafka, Clarice Lispector, Jean Genet o Marguerite Duras. A més de ser una referència freqüent, anualment Jacques Derrida, filòsof i amic d'Hélène Cixous, participava al seminari de l'autora. El 2020 l'editorial Gallimard inicia el projecte de publicació dels seminaris de Cixous sota l'edició de Marta Segarra.

### Carrera literària
A finals dels anys 60, Hélène Cixous es dona a conèixer com a escriptora i inicia la seva carrera literària, composta per més d'una seixantena de títols que han estat publicats principalment per Grasset, Gallimard, Des femmes i Galilée. El seu primer llibre, Prénoms de Dieu, es va publicar el 1967. L'any seguent va guanyar el Premi Médicis amb la seva obra Dedans.
Hélène Cixous també s'ha dedicat profusament a la dramatúrgia. Les seves obres han estat dirigides per Simone Benmussa al Théâtre d'Orsay o per Daniel Mesguich al Théâtre de la Ville. La seva col·laboració teatral més estreta és amb la directora del Théâtre du Soleil, Ariane Mnouchkine, amb qui col·labora des de 1984. La darrera peça que han signat plegades és L'Île d'Or (2021).

### Compromís militant i amistat amb Derrida
El 1963, Cixous va conèixer Jacques Derrida, amb qui va mantenir una llarga amistat i va compartir nombroses activitats polítiques i intel·lectuals, com la creació de la Universitat de París-VIII, el Centre national des lettres, el Parlament Internacional d'Escriptors, el Comitè Anti-Apartheid, col·loquis, o fins i tot seminaris al Collège International de Philosophie. Comparteixen certes publicacions comunes o creuades, com Voiles, amb dibuixos d'Ernest Pignon-Ernest, (Galilée, 1998), Retrat de Jacques Derrida com a jove sant jueu (Galilée, 2001), HC pour la vie, c'est à dir... (Galilée, 2002). Derrida, per la seva banda, veu Hélène Cixous com la més gran escriptora viva en llengua francesa.
Hélène Cixous va militar activament durant el Maig de 1968 i va ser membre del Groupe d'information sur les prisons (GIP), fundat per Michel Foucault i on van participar nombrosos intel·lectuals i militants de l'època com Gilles Deleuze, Jean-Paul Sartre, Jean Chesneaux, Maurice Clavel, Pierre Halbwachs.

### Ficció
- Le Prénom de Dieu (Grasset, 1967)
- Dedans (Grasset, 1969)
- Le Troisième corps (Grasset, 1970)
- Les commencements (Grasset, 1970)
- Neutre (Grasset, 1972)
- Tombe (Seuil, 1973)
- Portrait du Soleil (Denoël, 1974)
- Révolutions pour plus d'un Faust (Seuil, 1975)
- Souffles (Des Femmes, 1975)
- La (Gallimard, 1976)
- Rencontre terrestre (2005) avec Frédéric-Yves Jeannet

### Assaigs
- L'Exil de Joyce ou l'Art du remplacement (Grasset, 1968)
- Prénoms de Personne (le Seuil, 1974)
- Entre l'écriture (Des femmes, 1986)
- L'heure de Clarice Lispector (Des femmes, 1989)

### Teatre
- La Pupille (Cahiers Renaud-Barrault, 1971)
- Portrait de Dora (Des femmes, 1975) Mise en scène, scénographie, décor et costumes de Simone Benmussa. Création au Théâtre d'Orsay, Paris (saison 195/76). - Londres 1979.
- La Prise de l'école de Madhubaï (Avant-Scène, 1984)
- L’Histoire terrible mais inachevée de Norodom Sihanouk, roi du Cambodge (Théâtre du Soleil, 1985; nouvelle édition corrigée 1987)
- L’Indiade, ou l’Inde de leurs rêves, et quelques écrits sur le théâtre (Théâtre du Soleil, 1987)
- Les Euménides d'Eschyle (traduction, Théâtre du Soleil, 1992)
- La Ville parjure ou le réveil des Erinyes (Théâtre du Soleil, 1994)
- Et soudain, des nuits d'éveil (Théâtre du Soleil, 1997)
- Tambours sur la digue, sous forme de pièce ancienne pour marionnettes jouée par des acteurs (Théâtre du Soleil, 1999)
- Rouen, la Trentième Nuit de Mai '31 (Galilée, 2001)
- Les Naufragés du Fol Espoir (Théâtre du soleil, 2010)
- La Fiancée aux yeux bandés (réécriture d'Hamlet, CNSAD, 2011)
- Une chambre en Inde (cocréation avec la troupe du Théâtre du Soleil, 2016)
- L'Île d'Or (cocréation avec la troupe du Théâtre du Soleil, 2021)